# Alternativfestivalen
Alternativfestivalen, Alternativ festival, anordnades i ett tält på Storängsbotten i Stockholm 17–22 mars 1975 och var under parollen "kamp mot kulturens kommersialisering" musikrörelsens alternativ till Melodifestivalen och Eurovision Song Contest 1975 som Sverige det året var värd för.
Bland de medverkande artisterna och grupperna märktes Adolf Fredriks flickkör, Amtmandens døtre, Anton Svedbergs Swängjäng, Styrbjörn Bergelt, Harpan min, Ole Hjorth, Hoola Bandoola Band, Kebnekajse, Turid Lundqvist, Ewan MacColl, Nationalteatern, Slim Notini, Nynningen, Risken finns, Francisco Roca, Arja Saijonmaa, Shit & Chanel, Peggy Seeger, Silverdalskören, Solar Plexus, Solen skiner, Solvognen,  Bernt Staf, Björn Ståbi, Margareta Söderberg, Södra Bergens Balalaikor, Gregoris Tzistoudis, Ville, Valle och Viktor och Ulf Dageby som under pseudonymen Sillstryparn framförde "Doin' the omoralisk schlagerfestival". 
1976 utgavs dubbelalbumet Alternativ festival (MNW 58–59 P) med inspelningar från festivalen. Alternativfestivalen resulterade även i filmen Vi har vår egen sång – musikfilmen (1976).
Med föregående festival i minnet försökte man återskapa stämningen i Norrköping 5–6 juli 2007, på festivalen med samma namn som användes 1975.

## Övrigt
Alternativfestivalen har listats av komikerduon Filip och Fredrik som Sveriges 96:e roligaste ögonblick i programmet 100 höjdare.